# Jef Lee Johnson
Jefree “Jef” Lee Johnson (* 26. Juni 1958 in Philadelphia, Pennsylvania; † 28. Januar 2013 ebenda) war ein US-amerikanischer Gitarrist und Sänger, der im Spektrum von Blues, Fusion, Funk und Jazz spielte.

## Leben und Wirken
Jef Lee Johnson wuchs in Germantown, Philadelphia auf, erste Auftritte hatte er in der Kirche seines Großvaters. So unterschiedliche Musiker wie Herb Alpert, Eric Dolphy und Vanilla Fudge beeinflussten ihn früh, dann wandte er sich der Fusionmusik der 70er Jahre und dem Chicago Blues zu. Nach Gigs mit Garagenbands zog er nach New York und spielte in den 1990er Jahren im Umfeld von Ronald Shannon Jackson und Jamaaladeen Tacuma. Jacksons A&R vermittelte ihm einen Solovertrag; 1996 erschien sein Debütalbum Blue. Es folgte eine Reihe von Soloalben; 2001 ein Trioalbum mit Sonny Thompson und Michael Bland.
Im Laufe seiner Karriere arbeitete er u. a. mit James Carter, Rachelle Ferrell, McCoy Tyner, Esperanza Spalding, Michel Portal und George Duke, aber auch mit Popmusikern wie Aretha Franklin, Billy Joel und Phyllis Hyman. Auf Tournee ging er außerdem mit Erykah Badu und 2000 mit D’Angelo. Mit François Corneloup, Tony Hymas und David King gründete er 2003 die Band Ursus Minor, mit der die Alben Zugzwang (2003), Nucular (2005) und Coup de sang (2006) entstanden. Er ist auch bei Aufnahmen von Rob Reddy und Ben Schachter zu hören. 2008 wirkte er bei dem Tributalbum Rediscovering Lonnie Johnson mit; 2009 veröffentlichte er ein Album mit Songs von Bob Dylan (The Zimmerman Shadow). Er war in seiner Heimatstadt Mitglied der Formationen Gutbucket und The Soultronics.

## Diskographische Hinweise
- Communion (DIW Records, 1997)
- The Singularity (Dreambox Media, 2000)
- Jef Lee Johnson, Sonny Thompson, Michael Bland – News from the Jungle (Universal Music, 2001)
- Hype Factory (Dreambox Media, 2001)
- Laughing Boy (Dreambox Media, 2003)